# يانغتشوان
يانغتشوان (بالصينية: 阳泉市 )‏ هي مدينة على مستوى محافظة، في جمهورية الصين الشعبية، تتبع شانسي، تبلغ مساحتها 4,452 كيلومتر مربع، رمزها البريدي هو 045000.

## المناخ
يظهر الجدول التالي التغييرات المناخية على مدار السنة ليانغتشوان:
| البيانات المناخية لـيانغتشوان      | البيانات المناخية لـيانغتشوان | البيانات المناخية لـيانغتشوان | البيانات المناخية لـيانغتشوان | البيانات المناخية لـيانغتشوان | البيانات المناخية لـيانغتشوان | البيانات المناخية لـيانغتشوان | البيانات المناخية لـيانغتشوان | البيانات المناخية لـيانغتشوان | البيانات المناخية لـيانغتشوان | البيانات المناخية لـيانغتشوان | البيانات المناخية لـيانغتشوان | البيانات المناخية لـيانغتشوان | البيانات المناخية لـيانغتشوان |
| الشهر                              | يناير                         | فبراير                        | مارس                          | أبريل                         | مايو                          | يونيو                         | يوليو                         | أغسطس                         | سبتمبر                        | أكتوبر                        | نوفمبر                        | ديسمبر                        | المعدل السنوي                 |
| ---------------------------------- | ----------------------------- | ----------------------------- | ----------------------------- | ----------------------------- | ----------------------------- | ----------------------------- | ----------------------------- | ----------------------------- | ----------------------------- | ----------------------------- | ----------------------------- | ----------------------------- | ----------------------------- |
| الدرجة القصوى °م (°ف)              | 14.7 (58.5)                   | 24.2 (75.6)                   | 26.8 (80.2)                   | 36.5 (97.7)                   | 37.8 (100.0)                  | 39.2 (102.6)                  | 40.2 (104.4)                  | 37.6 (99.7)                   | 36.1 (97.0)                   | 30.1 (86.2)                   | 25.1 (77.2)                   | 16.9 (62.4)                   | 40.2 (104.4)                  |
| متوسط درجة الحرارة الكبرى °م (°ف)  | 2.3 (36.1)                    | 5.1 (41.2)                    | 11.0 (51.8)                   | 19.6 (67.3)                   | 25.4 (77.7)                   | 29.0 (84.2)                   | 29.4 (84.9)                   | 27.7 (81.9)                   | 23.9 (75.0)                   | 18.3 (64.9)                   | 10.3 (50.5)                   | 4.2 (39.6)                    | 17.2 (62.9)                   |
| المتوسط اليومي °م (°ف)             | −3.4 (25.9)                   | −1.0 (30.2)                   | 4.8 (40.6)                    | 13.1 (55.6)                   | 19.0 (66.2)                   | 22.9 (73.2)                   | 24.0 (75.2)                   | 22.4 (72.3)                   | 17.9 (64.2)                   | 12.0 (53.6)                   | 4.6 (40.3)                    | −1.2 (29.8)                   | 11.3 (52.3)                   |
| متوسط درجة الحرارة الصغرى °م (°ف)  | −7.8 (18.0)                   | −5.5 (22.1)                   | −0.1 (31.8)                   | 7.5 (45.5)                    | 13.1 (55.6)                   | 17.3 (63.1)                   | 19.6 (67.3)                   | 18.3 (64.9)                   | 13.0 (55.4)                   | 7.1 (44.8)                    | 0.2 (32.4)                    | −5.3 (22.5)                   | 6.5 (43.6)                    |
| أدنى درجة حرارة °م (°ف)            | −16.2 (2.8)                   | −15.4 (4.3)                   | −12.6 (9.3)                   | −2.5 (27.5)                   | 3.0 (37.4)                    | 8.2 (46.8)                    | 13.6 (56.5)                   | 9.8 (49.6)                    | 3.8 (38.8)                    | −4.3 (24.3)                   | −12.3 (9.9)                   | −15.2 (4.6)                   | −16.2 (2.8)                   |
| الهطول مم (إنش)                    | 4.1 (0.16)                    | 6.5 (0.26)                    | 14.5 (0.57)                   | 20.9 (0.82)                   | 43.6 (1.72)                   | 71.7 (2.82)                   | 130.9 (5.15)                  | 119.7 (4.71)                  | 61.6 (2.43)                   | 26.2 (1.03)                   | 12.3 (0.48)                   | 3.9 (0.15)                    | 515.9 (20.3)                  |
| متوسط أيام هطول الأمطار (≥ 0.1 mm) | 2.6                           | 3.4                           | 4.5                           | 5.0                           | 6.7                           | 10.0                          | 14.6                          | 12.9                          | 9.0                           | 5.9                           | 3.8                           | 2.0                           | 80.4                          |
| المصدر: Weather China              |                               |                               |                               |                               |                               |                               |                               |                               |                               |                               |                               |                               |                               |

## التقسيمات الإدارية
- Chengqu, Yangquan [الإنجليزية]‏
- Kuangqu, Yangquan [الإنجليزية]‏
- Jiaoqu, Yangquan [الإنجليزية]‏
- Pingding County [الإنجليزية]‏
- Yu County, Shanxi [الإنجليزية]‏.

## أعلام
- روبن لي